# Tecla Scarano
Tecla Scarano (Nápoles, 20 de agosto de 1894-Nápoles, 22 de diciembre de 1978) fue una actriz y cantante italiana. Apareció en más de 30 películas entre 1937 y 1966.

## Biografía
Nacida en Nápoles, hija del tenor Giovanni Moretti y de la cantante de opereta Anna Scarano, comenzó a actuar como actriz infantil a los 9 años y como cantante a los 10 años. A los quince años, Scarano ya era conocida en Nápoles como cantante de café-concert y actriz, especializada en los repertorios de Luisella Viviani y Elvira Donnarumma.

## Filmografía
- Napoli che canta (1926)
- Sono stato io! (1937)

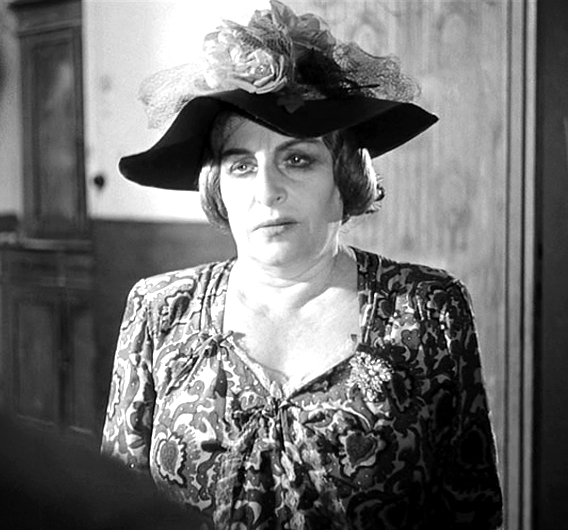
Scarano en Bellísima (1951).

- Gli ultimi giorni di Pompeo (1937)
- I bambini ci guardano (1944)
- La figlia del peccato (1949)
- L'acqua li portò via (1949)
- Bellissima (1951)
- Il tallone d'Achille (1952)
- Soli per le strade (1953)
- ...e Napoli canta! (1953)
- Balocchi e profumi (1953)
- Il medico dei pazzi (1954)
- El oro de Nápoles (1954)
- Pane, amore e gelosia (1954)
- Un americano en Roma (1954)
- Scapricciatiello (1955)
- La trovatella di Pompei (1957)
- Te sto aspettanno (1957)
- Primo applauso (1957)
- Totò, Vittorio e la dottoressa (1957)
- Perfide ma... belle (1958)
- Solitudine (1961)
- Ayer, hoy y mañana (1963)
- Matrimonio a la italiana (1964)
- Una questione d'onore (1965)
- Marcia nuziale (1965)
- Letti sbagliati (1965)
- Made in Italy (1965)
- I nostri mariti, episodio Il marito di Olga (1966)
- Te lo leggo negli occhi (1966)
- Spara forte, più forte... non capisco (1966)